# 亞歷山大·迪米特杰夫
亞歷山大·迪米特杰夫（1982年2月18日—）是一位愛沙尼亞足球運動員，他是俄羅斯裔愛沙尼亞人。在場上的位置是中場。他現在效力於愛沙尼亞足球甲級聯賽球隊英弗勒特足球俱樂部。他也代表愛沙尼亞國家足球隊參加比賽。